# Ливенцев, Николай Денисович
Николай Денисович Ливенцев (иногда Ливенцов; 29 апреля (11 мая) 1870 — после 1919) — генерал-майор Российской императорской армии. Участник Первой мировой войны и Гражданской войны в России. После октябрьской революции вступил в Красную армию, в дальнейшем перешёл в Белую армию. Кавалер Георгиевского оружия.

## Биография
Родился 29 апреля 1870 года в Киевской губернии в офицерской дворянской семье. По вероисповеданию — православный. В 1887 году окончил Владимирский Киевский кадетский корпус.
На службе в Российской императорской армии с 1 сентября 1887 года. Окончил 1-е военное Павловское училище, из которого 10 августа 1889 года выпущен в 11-ю артиллерийскую бригаду подпоручиком. В дальнейшем служил в 32-й артиллерийской бригаде. Произведён в поручики со старшинством с 9 августа 1892 года. 28 июля 1896 года получил чин штабс-капитана. В 1898 году окончил Николаевскую академию Генерального штаба по 1-му разряду и 17 мая 1898 году «за отличные успехи в науках» произведён в капитаны. Состоял при Киевском военном округе.
26 ноября 1898 года назначен старшим адъютантом штаба 9-й пехотной дивизии. С 6 мая 1900 года по 6 декабря 1901 года был обер-офицером для особых поручений при штабе 9-го армейского корпуса. С 1 октября 1900 года по 1 октября 1901 года отбывал цензовое командование ротой в 165-м пехотном Луцком полку. 6 декабря 1901 года произведён в подполковники и назначен на должность старшего адъютанта штаба Туркестанского военного округа. С 14 декабря 1904 года по 20 марта 1905 года был исправляющим должность начальники штаба 1-й Туркестанской казачьей дивизии. 20 марта 1905 года назначен заведывающим передвижениями войск по железной дороге и водным путям Туркестанского района.
6 декабря 1905 года произведён в полковники. С 4 мая по 14 сентября 1908 года отбывал цензовое командование батальоном в 1-м Туркестанском стрелковом батальоне. С 23 ноября 1908 года по 29 января 1911 года находился в должности заведующего передвижениями войск Минского района. С 4 по 28 сентября 1909 года был прикомандирован к кавалерии для ознакомления с условиями службы. 29 января 1911 года назначен командиром 160-го пехотного Абхазского полка.
Участвовал в Первой мировой войне. В августе-сентябре 1914 года со своим полком принимал участие в Восточно-Прусской операции, отличился в бою при Голдапе 7 (20) августа, а также в арьергардных боях при отходе частей 1-й армии. Приказом командующего 1-й армией, Высочайше утверждённым 11 ноября 1914 года, награждён Георгиевским оружием:
За то, что получив 19-го августа 1914 года приказание прикрывать отход частей 40-й дивизии, в течение 29-го, 30-го и 31-го августа выдерживал натиск неприятеля, дал своей дивизии возможность отойти, захватывая даже обозы других частей. Подобный успех возможен был только благодаря самоотверженности и умелым действиям полковника Ливенцева.
11 ноября 1914 года под Лодзью получил ранение в паховую область. С 29 декабря 1914 года по 11 октября 1915 года был начальником штаба 5-го армейского корпуса. 14 января 1915 года «за отличая в делах против неприятеля» получил чин генерал-майора, со старшинством с 7 августа 1914 года. 11 октября 1915 года назначен командиром бригады 7-й пехотной дивизии, а 1 декабря того же года — начальником штаба 28-го армейского корпуса. Со 2 декабря 1916 года по 20 мая 1917 года был командующим 137-й пехотной дивизией. 6 августа 1917 года назначен командующим 168-й пехотной дивизией.
После Октябрьской революции добровольно вступил в Красную армию. С 12 мая по 26 июня 1918 года занимал должность военного руководителя Ярославского военного округа. В 1919 году перешёл на сторону Белой армии. С 3 сентября 1919 года состоял в резерве чинов, с 15 октября — в резерве чинов Донской армии, с 29 октября — в резерве чинов Вооружённых сил Юга России. 28 ноября 1919 года назначен начальником штаба Тульской пехотной бригады.
Был женат на Александре Никаноровне Балкашиной (род. 1874, на май 1920 — в Югославии). Имел детей: Павла (род. 1897), Александру (род. 1903), Петра (род. 1905) и Илью (род. 1914).

## Награды
Николай Денисович Ливенцев был награждён следующими наградами:
- Георгиевское оружие (11 ноября 1914);
- Орден Святого Владимира 3-й степени с мечами (31 января 1915);
- Орден Святого Владимира 4-й степени (31 марта 1913, с 6 декабря 1912); мечи и бант к ордену (28 мая 1915);
- Орден Святой Анны 2-й степени (6 декабря 1909);
- Орден Святой Анны 3-й степени (6 декабря 1904);
- Орден Святого Станислава 1-й степени с мечами (4 июня 1915);
- Орден Святого Станислава 2-й степени (6 апреля 1906);
- Орден Святого Станислава 3-й степени (6 декабря 1901).